# Ariel's Grotto
Ariel's Grotto is een speeltuin in het Amerikaanse attractiepark Magic Kingdom en het Japanse attractiepark Tokyo DisneySea en staat in het teken van de film De kleine zeemeermin.
In het Magic Kingdom opende de speeltuin in 1996. In 2005 opende de speeltuin onder de naam Ariel's Greeting Grotto, waarna het in 2020 de deuren sloot. In het Disneyland Park (Anaheim) was de attractie van 1996 tot en met augustus 2008 te vinden, waarna het vervangen werd door Pixie Hollow. In het naastgelegen park was tot en met 2018 ook een restaurant onder dezelfde naam te vinden.

## Opzet
De attractie is een ontmoetingsplek met het figuur Ariël uit de film De kleine zeemeermin. Dit is de enige plek in de Disney-parken waar men Ariël in haar zeemeermin-vorm kan aantreffen. De ontmoetingsplek is gethematiseerd als een kleurrijke grot met zeesterren, koraal en watervallen. Bij de grot is tevens een speeltuin te vinden voor kinderen met rubberen tegels en enkele fonteinen. Ook is er een zandstrand aanwezig
Walt Disney World Resort · Cinderella Castle · Lijst van attracties in Magic Kingdom · Afbeeldingen
Tokyo Disney Resort · Lijst van attracties in Tokyo DisneySea · afbeeldingen